# Vince dán herceg
Vince dán királyi herceg (dánul: Vincent Frederik Minik Alexander) (Koppenhága, 2011. január 8. –) X. Frigyes dán király és Mária dán királyné harmadik gyermeke, két idősebb testvére után a harmadik helyet foglalja el a trónöröklési sorban.

## Élete

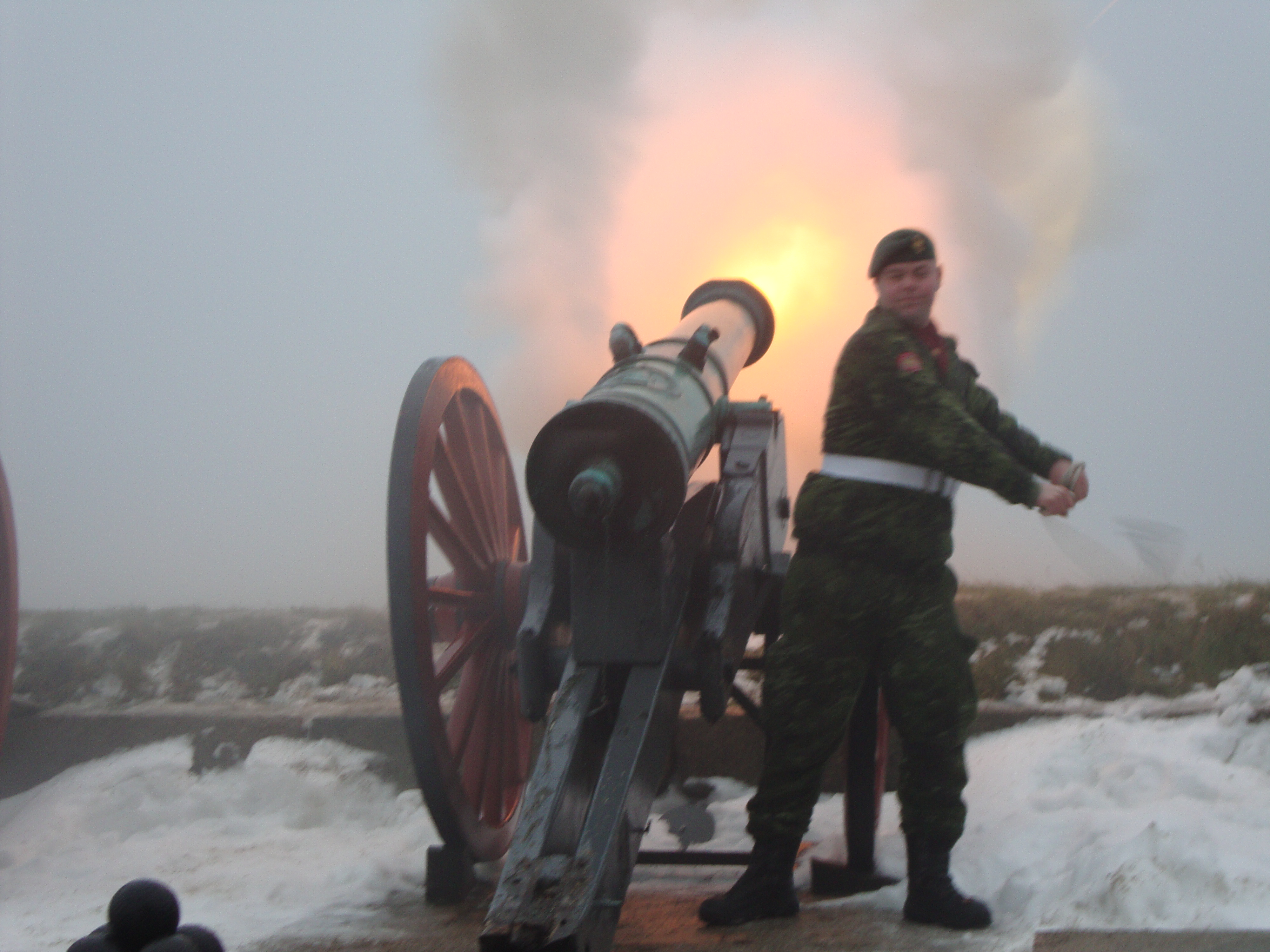
21 ágyúlövés születésének tiszteletére

Koppenhágában látta meg a napvilágot 2011. január 8-án, délelőtt 10 óra 30 perckor, 26 perccel az ikertestvére születése előtt. Édesapja X. Frigyes dán király, édesanyja Mária dán királyné. Apai nagyanyja II. Margit dán királynő. Bátyja, Keresztély herceg, nővére, Izabella hercegnő, ikertestvére, Jozefina hercegnő. Vince a házaspár harmadik gyermeke.
Születése után édesapja viccből Elvisnek nevezte a sajtó előtt, mivel egy napon született a rock and roll királyával, Elvis Presley-vel.
Az ikrek világra jövetele után a hagyományoknak megfelelően még aznap délben 21 ágyúlövéssel tisztelegtek az új herceg és hercegnő születése előtt.
2011. április 14-én keresztelték meg ikerhúgával együtt a Holmen templom kápolnájában.
Megszólítása: Ő királyi Fensége Vince, Dánia hercege, Monpezat grófja.
A dán alkotmány 2009-es módosítása biztosította az abszolút primogenitúra intézményét, amely nem tesz különbséget az örökösök neme közt, így a gyakorlatban az idősebb lánytestvér a később született fiúgyermeket megelőzi a trónöröklési sorban. Míg a régebbi törvény értelmében Vince édesapja és bátyja után a harmadik helyet foglalta volna el a sorban, a 2009-es módosítás miatt helyette nővére, Izabella áll a harmadik helyen.
A dán királyi család Viktória brit királynő leszármazottja, ezért a brit trón várományosai közt is számontartják őket. Mivel Vince születésekor Nagy-Britanniában még a férfipárti elsőszülöttségi jog volt érvényben (2015-ös hatállyal lett bevezetve az abszolút primogenitúra), így a herceg a nővérét megelőzve áll a brit trónöröklési rangsorban.